# Leptofauchea
Leptofauchea, rod crvenih algi iz porodice Faucheaceae, dio reda Rhodymeniales. Opisan je 1931. i taksonomski je priznat. 
Postoji deset taksonomski priznatih vrsta, sve su morske

## Vrste
1. Leptofauchea auricularis E.Y.Dawson
2. Leptofauchea chiloensis Dalen & G.W.Saunders
3. Leptofauchea cocosana Filloramo & G.W.Saunders
4. Leptofauchea coralligena Rodríguez-Prieto & De Clerck; otkrivena u Mediteranu 2009.
5. Leptofauchea earleae Gavio & Fredericq
6. Leptofauchea leptophylla (Segawa) Mas.Suzuki, Nozaki, R.Terada, Kitayama, Tetsu.Hashimoto & Yoshizaki
7. Leptofauchea munseomica Filloramo & G.W.Saunders
8. Leptofauchea nitophylloides (J.Agardh) Kylin - tip
9. Leptofauchea pacifica E.Y.Dawson
10. Leptofauchea rhodymenioides W.R.Taylor